# Gilabert de Castres
Gilabert de Castres, nascut a Castres devers el 1165, és el més cèlebre perfecte d'Occitània. El 1204 s'instal·la a Fanjaus. L'any 1209, amb l'arribada de les croades, es replega al Castell de Montsegur. Va crear a Piussa, el 1226, el nou bisbat de Rasès.
L'any 1232 fou escollit per Ramon de Perella bisbe càtar de Tolosa. Des del seu refugi al castell, seu del seu bisbat, va dirigir el catarisme a la regió durant la primera meitat del segle xiii.
Fins al 1236, que morí al castell extremament vell, recorrerà regularment el Lauraguès, el Cabardès,... abans del setge de 1244.
Així com el seu successor, el seu fill major Bertran Martí, la seva acció incansable de viatges per la regió, escapolint el perill que sempre suposava la inquisició, va ser fonamental en l'extensió del catarisme al Llenguadoc.